# Felicjan Bernacki
Felicjan Bernacki (ur. 17 maja 1906 w Gościeradzu, zm. po 4 listopada 1939) – polski lekarz weterynarii.

## Życiorys
Syn Edmunda Bernackiego, młodszy brat Lucjana (późniejszego biskupa pomocniczego). Ukończył Gimnazjum w Gnieźnie. W 1931 uzyskał dyplom lekarza weterynarii na Akademii Medycyny Weterynaryjnej we Lwowie, podczas studiów był członkiem rzeczywistym Korporacji Akademickiej Lutyco-Vedyi. Następnie wrócił w rodzinne strony i pracował jako lekarz weterynarii i kierownik rzeźni w Skarszewach. W latach 1932–1933 w grupie 55 lekarzy weterynarii ukończył kurs podchorążych rezerwy w Oddziale Szkolnym Służby Weterynaryjnej. W sierpniu 1933 poślubił Irenę Byczkowską, z którą miał następnie trójkę dzieci. W sierpniu 1939 został zmobilizowany do Wojska Polskiego w stopniu porucznika, aresztowany przez Niemców, wkrótce zwolniony. 31 października 1939 został wezwany przez władze okupacyjne do magistratu w Skarszewach i uwięziony, 4 listopada 1939 został wraz z dwoma księżmi wywołany z celi i wywieziony w kierunku Starogardu Gdańskiego. Od tego dnia jego los pozostał nieznany, prawdopodobnie został rozstrzelany w pobliskich lasach.